# Катуволц
Катуволц (на латински: Cativolcus, Catuvolcus; + 53 пр.н.е.) е крал на келтските ебурони. Той е владетел заедно с Амбиорикс на половината царство, което се намирало между Маас и Рейн.
През ноември 54 пр.н.е. заедно с Амбиорикс той побеждава римляните при Атватука (или Адуатука) с командири Луций Арункулей Кота и Квинт Титурий Сабин. Римляните загубват един легион и половина и командирите си. Следващата година през 53 пр.н.е. Гай Юлий Цезар побеждава ебуроните и Катуволц e убит по време на бягството му.